# ライヴ・イン・メンフィス (エルヴィス・プレスリーのアルバム)
『ライヴ・イン・メンフィス』（Elvis Recorded Live on Stage in Memphis）は、エルヴィス・プレスリーの1974年発売のライブ・アルバム。
このアルバムの「偉大なるかな神」がグラミー賞ベスト・インスピレイショナル・パフォーマンス賞を受賞し、エルヴィスにとって3度目のグラミー賞となった。

## 解説
1974年3月1日に始まったツアー最終日の1974年3月20日に行われたメンフィスミッドサウス・コロシアムでの録音であり、
観客12300人の歓声を捉えるために会場の中と外にもマイクが設置された。
メンフィスでのライヴ録音はエルヴィスの希望でもあった。
エルヴィスにとっては1961年3月にエリスオーディトリアムで行われたチャリティショー以来、13年ぶりのメンフィス公演であり、
1974年3月16日と17日にもメンフィスで昼夜2公演を行っており、合計5回のメンフィス公演で61500人の観客を動員した。
この年エルヴィスはコンサート活動に専念し、レコーディングセッションを行っていない。
新曲の録音を行っていないのは従軍中の59年と、死去した77年を除くとこの年だけである。
「レット・ミー・ビー・ゼア」は1977年のアルバム、「ムーディ・ブルー」にも再収録された。
2004年にFollow That Dreamからリミックス、リマスターを施され、未収録だった曲を収録した完全版が発売された。
2014年にはライヴ・イン・メンフィスの完全版と、Follow That Dreamで発売されていた「48 Hours To Memphis」をカップリングしたレガシーエディションが発売された。
レガシーエディションはFTD盤とは異なるミックス、リマスターであり、
ディスク2は1974年3月18日にヴァージニア州リッチモンドコロシアムでRCAがテスト録音したもので擬似ステレオである。
FTD盤にあった3曲のボーナストラックが外され、代わりにFTD盤「From Sunset to Vegas」から1974年8月16日のリハーサル録音が5曲収録されており、
『そっとさようなら』と『恋する年頃』の2曲は「ウォーク・ア・マイル・イン・マイ・シューズ ジ・エッセンシャル70'Sマスターズ」で発表されていたものである。

## 収録曲

### オリジナル盤
A面
1. シー・シー・ライダー - CC Rider
2. アイ・ガット・ア・ウーマン / エイメン - I Got A Woman / Amen
3. ラヴ・ミー - Love Me
4. お前が欲しくて - Tryin' To Get To You
5. メドレー:ロング・トール・サリー - Long Tall Sally / ホール・ロッタ・シェイキン・ゴーイン・オン - Whole Lotta Shakin' Goin' On / ママはダンスを踊らない - Your Mama Don't Dance / フリップ・フロップ・アンド・フライ - Flip Flop and Fly / 監獄ロック - Jailhouse Rock / ハウンド・ドッグ - Hound Dog
6. ホワイ・ミー ・ロード - Why Me Lord
7. 偉大なるかな神 - How Great Thou Art

B面
1. ブルーベリー・ヒル/愛さずにはいられない - Blueberry Hill / I Can't Stop Loving You
2. ヘルプ・ミー - Help Me
3. アメリカの祈り - An American Trilogy
4. レット・ミー・ビー・ゼア - Let Me Be There
5. マイ・ベイビー・レフト・ミー - My Baby Left Me
6. ローディ・ミス・クローディ - Lawdy, Miss Clawdy
7. 好きにならずにいられない - Can't Help Falling In Love
8. クロージング・ヴァンプ - Closing Vamp

### Follow That Dream盤
1. オープニング:ツァラトゥストラはかく語りき(映画「2001年宇宙の旅」より) - Introduction: Also Sprach Zarathustra (Theme from 2001: A Space Odyssey)(1:19)
2. シー・シー・ライダー - CC Rider
3. アイ・ガット・ア・ウーマン / エイメン - I Got A Woman / Amen
4. ラヴ・ミー - Love Me
5. お前が欲しくて - Tryin' To Get To You
6. 恋にしびれて - All Shook Up
7. スティーム・ローラー・ブルース - Steamroller Blues
8. テディ・ベア / 冷たくしないで - Teddy Bear / Don't Be Cruel
9. ラヴ・ミー・テンダー - Love Me Tender
10. メドレー:ロング・トール・サリー - Long Tall Sally / ホール・ロッタ・シェイキン・ゴーイン・オン - Whole Lotta Shakin' Goin' On / ママはダンスを踊らない - Your Mama Don't Dance / フリップ・フロップ・アンド・フライ - Flip Flop and Fly / 監獄ロック - Jailhouse Rock / ハウンド・ドッグ - Hound Dog
11. フィーバー - Fever
12. ポーク・サラダ・アニー - Polk Salad Annie
13. ホワイ・ミー・ロード - Why Me Lord
14. 偉大なるかな神 - How Great Thou Art
15. サスピシャス・マインド - Suspicious Minds
16. イントロダクション - Introductions
17. ブルーベリー・ヒル / 愛さずにはいられない - Blueberry Hill / I Can't Stop Loving You
18. ヘルプ・ミー - Help Me
19. アメリカの祈り - An American Trilogy
20. レット・ミー・ビー・ゼア - Let Me Be There
21. マイ・ベイビー・レフト・ミー - My Baby Left Me
22. ローディ・ミス・クローディ - Lawdy, Miss Clawdy
23. 時の経つのは早いもの - Funny How Time Slips Away
24. 好きにならずにいられない - Can't Help Falling In Love

### レガシー・エディション
ディスク1
1. オープニング:ツァラトゥストラはかく語りき(映画「2001年宇宙の旅」より) - Introduction: Also Sprach Zarathustra (Theme from 2001: A Space Odyssey)(1:19)
2. シー・シー・ライダー - CC Rider
3. アイ・ガット・ア・ウーマン / アーメン - I Got A Woman / Amen
4. ラヴ・ミー - Love Me
5. お前が欲しくて - Tryin' To Get To You
6. 恋にしびれて - All Shook Up
7. スティーム・ローラー・ブルース - Steamroller Blues
8. テディ・ベア / 冷たくしないで - Teddy Bear / Don't Be Cruel
9. ラヴ・ミー・テンダー - Love Me Tender
10. メドレー:ロング・トール・サリー - Long Tall Sally / ホール・ロッタ・シェイキン・ゴーイン・オン - Whole Lotta Shakin' Goin' On / ママはダンスを踊らない - Your Mama Don't Dance / フリップ・フロップ・アンド・フライ - Flip Flop and Fly / 監獄ロック - Jailhouse Rock / ハウンド・ドッグ - Hound Dog
11. フィーバー - Fever
12. ポーク・サラダ・アニー - Polk Salad Annie
13. ホワイ・ミー・ロード - Why Me Lord
14. 偉大なるかな神 - How Great Thou Art
15. サスピシャス・マインド - Suspicious Minds
16. イントロダクション - Introductions
17. ブルーベリー・ヒル / 愛さずにはいられない - Blueberry Hill / I Can't Stop Loving You
18. ヘルプ・ミー - Help Me
19. アメリカの祈り - An American Trilogy
20. レット・ミー・ビー・ゼア - Let Me Be There
21. マイ・ベイビー・レフト・ミー - My Baby Left Me
22. ローディ・ミス・クローディ - Lawdy, Miss Clawdy
23. 時の経つのは早いもの - Funny How Time Slips Away
24. 好きにならずにいられない - Can't Help Falling In Love
25. クロージング・ヴァンプ - Closing Vamp

ディスク2
1. オープニング:ツァラトゥストラはかく語りき(映画「2001年宇宙の旅」より) - Introduction: Also Sprach Zarathustra (Theme from 2001: A Space Odyssey)(1:19)
2. シー・シー・ライダー - CC Rider
3. アイ・ガット・ア・ウーマン / アーメン - I Got A Woman / Amen
4. ラヴ・ミー - Love Me
5. お前が欲しくて - Tryin' To Get To You
6. 恋にしびれて - All Shook Up
7. スティーム・ローラー・ブルース - Steamroller Blues
8. テディ・ベア / 冷たくしないで - Teddy Bear / Don't Be Cruel
9. ラヴ・ミー・テンダー - Love Me Tender
10. メドレー:ロング・トール・サリー - Long Tall Sally / ホール・ロッタ・シェイキン・ゴーイン・オン - Whole Lotta Shakin' Goin' On / ママはダンスを踊らない - Your Mama Don't Dance / フリップ・フロップ・アンド・フライ - Flip Flop and Fly / 監獄ロック - Jailhouse Rock / ハウンド・ドッグ - Hound Dog
11. フィーバー - Fever
12. ポーク・サラダ・アニー - Polk Salad Annie
13. ホワイ・ミー・ロード - Why Me Lord
14. サスピシャス・マインド - Suspicious Minds
15. イントロダクション - Introductions
16. 愛さずにはいられない - I Can't Stop Loving You
17. ヘルプ・ミー - Help Me
18. アメリカの祈り - An American Trilogy
19. レット・ミー・ビー・ゼア - Let Me Be There
20. ローディ・ミス・クローディ - Lawdy, Miss Clawdy
21. 時の経つのは早いもの - Funny How Time Slips Away
22. 好きにならずにいられない - Can't Help Falling In Love
23. クロージング・ヴァンプ - Closing Vamp
24. ダウン・イン・ジ・アレイ - Down In The Alley
25. グッド・タイム・チャーリー - Good Time Charlie's Got The Blues
26. そっとさようなら - Softly As I Leave You
27. 愛は面影の中に - The First Time Ever I Saw Your Face
28. 恋する年頃 - The Twelfth Of Never

## 参加ミュージシャン
- エルヴィス・プレスリー - Elvis Presley ヴォーカル、ギター
- ジェームズ・バートン - James Burton リード・ギター
- ジョン・ウィルキンソン - John Wilkinson リズム・ギター
- チャーリー・ホッジ - Charlie Hodge ギター、ハーモニー・ヴォーカル
- ロニー・タット - Ronnie Tutt ドラム
- デューク・バードウェル - Duke Bardwell ベース
- グレン・D・ハーディン - Glen D. Hardin ピアノ
- ザ・スウィートインスピレーションズ - The Sweet Inspirations  バッキング・ヴォーカル
- キャシー・ウェストモートランド - Kathy Westmoreland バッキング・ヴォーカル
- J.D.サムナー&スタンプスカルテット - J.D. Sumner & The Stamps バッキング・ヴォーカル
- ジョー・ガルシオ&ジョー・ガルシオ・オーケストラ - Joe Guercio & Joe Guercio orchestra オーケストラ